# جون بورام
جون بورام (به کره‌ای: 전보람) (زادهٔ ۲۲ مارس ۱۹۸۶)، که به عنوان بورام (به کره‌ای: 보람) معرفی شده است، خواننده و بازیگر اهل کره جنوبی است. او یکی از اعضای گروه تی-آرا بود.